# Jan-Egbert Sturm

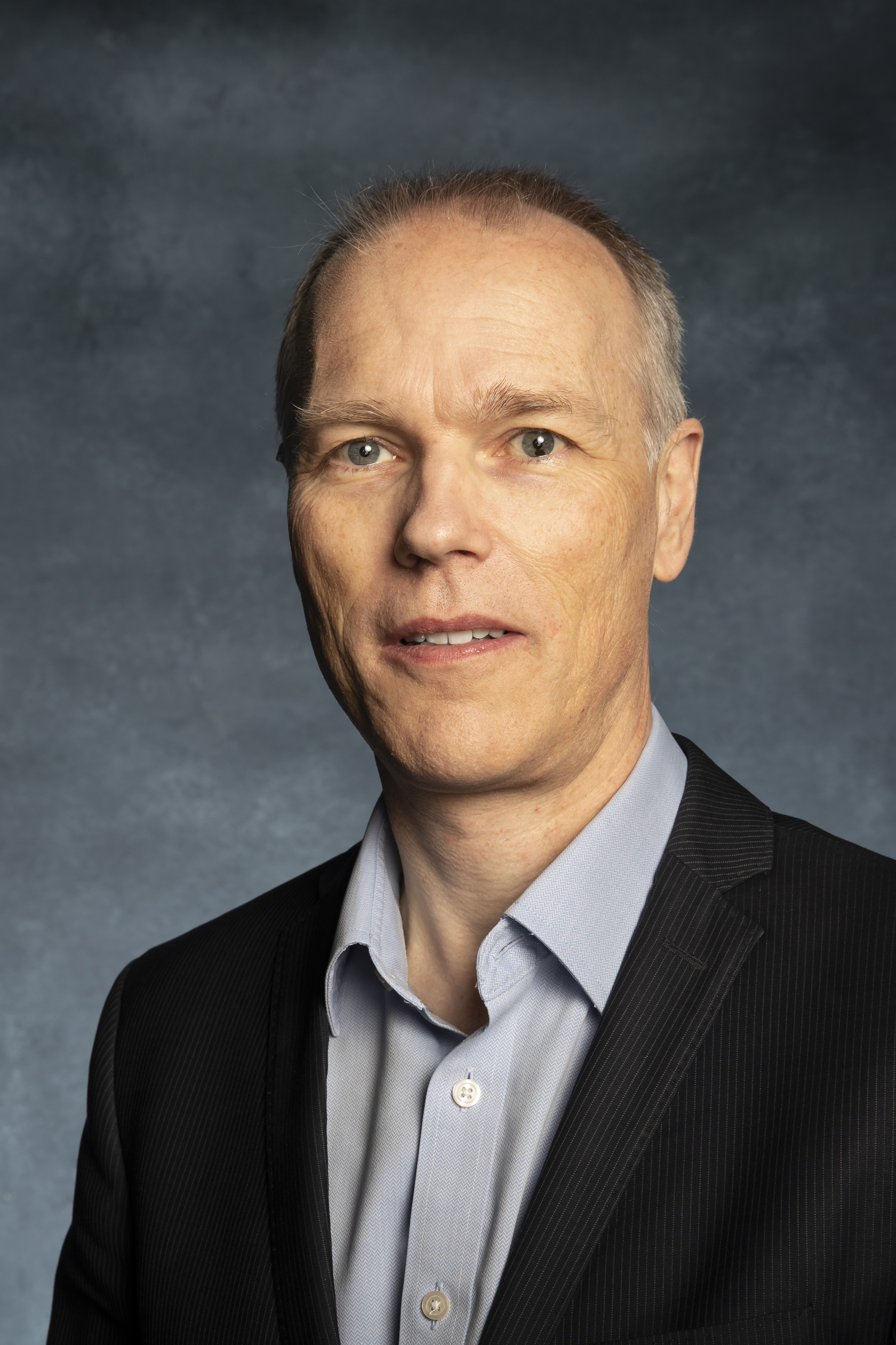
Jan-Egbert Sturm (2019)

Jan-Egbert Sturm (* 9. Juli 1969 in Sappemeer) ist ein niederländischer Ökonom und Hochschullehrer. Er ist Direktor der KOF Konjunkturforschungsstelle der Schweiz.

## Leben
Sturm wuchs in den Niederlanden auf. An der Universität Groningen wurde er 1997 in Wirtschaftswissenschaften promoviert. Von 1998 bis 2000 arbeitete er an derselben Universität als Forscher. Es folgte ein Jahr als Assistenzprofessor an der Bond University in Australien. Von 2001 bis 2003 leitete er die Abteilung für Wirtschaftsprognosen und Finanzmärkte am ifo Institut für Wirtschaftsforschung in München. Gleichzeitig war er C3-Professor für Volkswirtschaftslehre mit Schwerpunkt Makroökonomie und Geldpolitik am Center for Economic Studies der Universität München. Im Jahr 2003 wechselte er an die Universität Konstanz, wo er ordentlicher Professor (C4) für Volkswirtschaftslehre auf dem  Lehrstuhl für Monetäre Ökonomik offener Volkswirtschaften wurde. Begleitend leitete er das Thurgauer Wirtschaftsinstitut (TWI) in Kreuzlingen, womit er erstmals einen Bezug zur Schweiz hatte. Am 1. Oktober 2005 wurde er Ordinarius für Angewandte Makroökonomie an der ETH Zürich und gleichzeitig Direktor der KOF Konjunkturforschungsstelle. Im NZZ-Ökonomenranking gehörte er 2021 zu den einflussreichsten Ökonomen der Schweiz.
Von Februar 2021 bis zu deren Auflösung Ende März 2022 war er Vizepräsident der Swiss National COVID-19 Science Task Force.
Sturm ist Herausgeber des European Journal of Political Economy.